# Adam Kuryło
Adam Kuryło (ur. 23 marca 1957, zm. 27 lipca 2019) – polski piłkarz, grający na pozycji napastnika w bydgoskich klubach sportowych Brda Bydgoszcz oraz Zawisza Bydgoszcz.

## Kariera
Karierę rozpoczynał na stadionie bydgoskiej Brdy przy ul. Powstańców Warszawy (obecnie nieistniejącym). Od 1974 do 1981 był zawodnikiem Zawiszy Bydgoszcz, w którym grał na pozycji napastnika. W czerwcu 1977, w 88. minucie meczu z Lechią strzelił w Gdańsku gola, ustalając wynik meczu na 1:1, co zapewniło zespołowi awans do najwyższej klasy rozgrywkowej. 31 sierpnia 1977 strzelił gola Górnikowi Zabrze w zremisowanym 1:1 meczu, na który przyszła rekordowa liczba widzów na meczu piłkarskim na Zawiszy (ok. 50 tysięcy).
Do ekstraklasy awansował z Zawiszą dwa razy - w 1977 i potem po spadku, od razu w 1979. W sumie w barwach Zawiszy rozegrał 126 meczów ligowych, strzelając 27 goli. Ponadto rozegrał pięć meczów w Pucharze Polski, w których strzelił jedną bramkę, oraz sześć meczów i jeden gol w Pucharze Polski na szczeblu okręgu. Był reprezentantem polskiej drużyny młodzieżowej i kadry juniorów. Karierę zakończył w barwach macierzystego klubu Brda Bydgoszcz w 1988.